# Hranice (román)
Hranice (pol. Granica) – polský román spisovatelky Zofie Nałkowské, který byl poprvé vydán v roce 1935. Vypráví o osudech Zenona Žemběviče, jeho kariéře a milostných problémech. V díle se mísí mnoho žánrů: román psychologický, realistický a detektivní.
Zpočátku se měl titul nazývat Schematy, ale autorka nakonec zvolila název Hranice.
Dílo bylo dvakrát zfilmováno, a to v letech 1938 a 1977.
Román je napsán v retrospektivním stylu. Vznikl v době meziválečné a dotýká se tak soudobých společenských problémů, například hospodářských.

## Obsah románu
Mladý Zenon Žemběvič, který pochází ze šlechtické, nepříliš zámožné rodiny, odjíždí do města na studia. Ve městě poznává dívku z bohaté rodiny – Alžbětu Běckou, již vychovala teta. Navážou spolu intimní vztah. Později Zenon odcestuje do Paříže na další studia. Po návratu domů poznává Justýnu Bogutovou, dceru kuchařky, která pracuje „za tolik, kolik sní“. Zamilují se do sebe a prožijí krátký románek.
Zenon se opět vrací do města, kde se nachází Alžběta. Justýna, která je kvůli matčině nemoci nucena cestovat, se v tomto městě vyskytuje také. Bývalí milenci (Justýna a Zenon) se náhodou potkají na ulici a jejich románek začíná nanovo. Alžběta se o tom dozví, ale přesto se s ním rozhodne zůstat. Zenon se k ní chce také vrátit. Justýně, která s ním otěhotněla, dává peníze. Na to se Justýna vydává k andělíčkářce a těhotenství přeruší. Alžběta o tom nic neví. Justýna je kvůli přerušenému těhotenství sklíčená. V této době Zenonův kariérní růst rychle stoupá a syn statkáře se stává starostou města. Alžběta mu porodí zdravé dítě. Justýna se rozhodne, že Zenona zmrzačí za to, že jí zničil život – přichází do jeho kanceláře, vylije na něj kyselinu, která ho oslepí. V závěru díla vlivem výčitek svědomí Zenon spáchá sebevraždu – revolverem se střelí do úst.

## Postavy
- Zenon Žemběvič – hlavní hrdina; inteligent, jehož kariéra rychle stoupá vzhůru
- Alžběta Běcká – Zenonova žena, pravděpodobně šlechtična
- Justýna Bogutová – Zenonova milenka, pochází z chudé rodiny
- Valerián Žemběvič – Zenonův otec, má spoustu milenek, zchudlý šlechtic
- Žaňča Žemběvičová – Zenonova matka
- Něvěská – Alžbětina matka, rozvedená, hezká žena, bydlí v zahraničí
- Něvěský – Alžbětin otčím, starší a pohledný muž, ministr, finančník, politik
- Cecílie Kolichovská – Alžbětina teta
- Karel Vombrovský – Zenonův přítel z pařížských studií, syn Cecílie

## Podrobnější informace o díle v polštině
- Granica